# Express AM2
O Express AM2 é um satélite de comunicação geoestacionário russo construído pela ISS Reshetnev (ex NPO PM) em cooperação com a Alcatel Space. Ele está localizado na posição orbital de 80 graus de longitude leste e é de propriedade da empresa estatal Russian Satellite Communications Company (RSCC). O satélite foi baseado na plataforma MSS-2500-GSO (MSS-767) e sua vida útil estimada é de 12 anos.

## Lançamento
O satélite foi lançado com sucesso ao espaço no dia 29 de março de 2005, por meio de um veículo Proton-K/Blok-DM-2M a partir do Cosmódromo de Baikonur, no Cazaquistão. Ele tinha uma massa de lançamento de 2.600 kg.

## Utilidades
O Express AM2 não só transmite programas de rádio, televisão, internet e serviços de telecomunicações públicas e privados, e serviços de tecnologia de rede baseado em VSAT, ele também transmite outros serviços de multimídia como educação à distância e telemedicina. Além disso, a capacidade do satélite é usado para fazer ligações móveis presidenciais e governamentais.

## Capacidade
O Express AM2 é equipado com 16 transponders em banda C, 12 em banda Ku e um em banda L para oferecer um pacote de serviços de comunicações como (TV digital, telefonia, videoconferência, transmissão de dados, acesso à Internet) e para implantar redes de satélites através da aplicação de tecnologia VSAT.

## Cobertura
O satélite pode ser recepcionado na Ásia, na Rússia, no Oriente Médio, partes da Europa e no norte da África.